# Keleti régió (Izland)
A Keleti régió (izlandiul Austurland, kiejtése: ˈœistʏrˌlant) Izland nyolc régiójának egyike. Székhelye és legnagyobb városa Egilsstaðir. A fjordok által szegélyezett keleti partra Austfirðir (kiejtése: ˈœistˌfɪrðɪr̥) néven hivatkoznak.
Népszerű turistacélpontjai a Stuðlagil szurdok, valamint a Helgustadir bánya, amely az izlandi pát lelőhelye.

## Fordítás
- Ez a szócikk részben vagy egészben  az   Eastern Region (Iceland) című angol Wikipédia-szócikk ezen változatának fordításán alapul.  Az eredeti cikk szerkesztőit annak laptörténete sorolja fel. Ez a jelzés csupán a megfogalmazás eredetét és a szerzői jogokat jelzi, nem szolgál a cikkben szereplő információk forrásmegjelöléseként.